# Hétéroxène
Les hétéroxènes (dixènes, trixènes…) sont des parasites qui ont besoin de plusieurs hôtes successifs au cours de leur vie pour compléter leur cycle de vie. Ils s'opposent aux monoxènes qui n'ont besoin que d'un hôte. Un parasite diécique est un hétéroxène qui a besoin de deux hôtes. 

## Exemples
- Nématodes
- Trématodes
- Cestodes
- Acanthocéphales.